# Lilla Ängtjärnen
Lilla Ängtjärnen är en sjö i Filipstads kommun i Värmland och ingår i Göta älvs huvudavrinningsområde.